# 三福 (飛島村)
三福（みふく）は、愛知県海部郡飛島村にある地名。現行行政地名は三福1丁目から三福3丁目。

## 地理
飛島村北東端部に位置する。西は服岡、南は渚、北から東は日光川を挟み天目町・小川に接する。

### 河川
- 日光川

## 歴史

### 沿革
- 1972年（昭和47年） - 服岡新田の一部により成立[1]。
- 1975年（昭和50年） - 一部が渚となる[1]。

## 世帯数と人口
2015年（平成27年）10月1日現在の世帯数と人口は以下の通りである。
| 町丁 | 世帯数 | 人口  |
| ---- | ------ | ----- |
| 三福 | 32世帯 | 107人 |

### 人口の変遷
国勢調査による人口の推移
| 1995年（平成7年）  | 138人 | [ 6 ] |  |
| 2000年（平成12年） | 136人 | [ 7 ] |  |
| 2005年（平成17年） | 130人 | [ 8 ] |  |
| 2010年（平成22年） | 137人 | [ 9 ] |  |
| 2015年（平成27年） | 107人 | [ 3 ] |  |

## 学区
市立小・中学校に通う場合、学区は以下の通りとなる。また、公立高等学校に通う場合の学区は以下の通りとなる。
| 番・番地等 | 小学校           | 中学校           | 高等学校 |
| ---------- | ---------------- | ---------------- | -------- |
| 全域       | 飛島村立飛島学園 | 飛島村立飛島学園 | 尾張学区 |

## 交通

### 道路
- 国道302号（名古屋環状2号線）

## 施設
- 服部養魚場北緯35度5分33.2秒 東経136度48分13.5秒 / 北緯35.092556度 東経136.803750度
- 三福処理場北緯35度5分26秒 東経136度48分30.4秒 / 北緯35.09056度 東経136.808444度
- 神明社北緯35度5分31.4秒 東経136度48分26.5秒 / 北緯35.092056度 東経136.807361度

## その他

### 日本郵便
- 郵便番号 : 490-1432[4]（集配局：弥富郵便局[12]）。